# Giovanna Tortora
Giovanna Tortora, née le 6 avril 1965 à Acerra, est une judokate italienne.

## Palmarès international en judo
| Championnats du monde | Championnats du monde | Championnats du monde |
| Année                 | Médaille              | Catégorie             |
| --------------------- | --------------------- | --------------------- |
| 1993                  | bronze                | –48 kg                |
| Championnats d’Europe |                       |                       |
| Année                 | Médaille              | Catégorie             |
| 1990                  | bronze                | –48 kg                |
| 1991                  | bronze                | –48 kg                |
| 1992                  | bronze                | –48 kg                |
| 1996                  | bronze                | –48 kg                |